# Tryphon mauritanicus
Tryphon mauritanicus är en stekelart som beskrevs av Otto Schmiedeknecht 1912. Tryphon mauritanicus ingår i släktet Tryphon och familjen brokparasitsteklar. Inga underarter finns listade i Catalogue of Life.